# آنسونیا (پنسیلوانیا)
آنسونیا (به انگلیسی: Ansonia) یک منطقهٔ مسکونی در ایالات متحده آمریکا است که در شهرستان تیوگا، پنسیلوانیا واقع شده است. آنسونیا ۳۴۶٫۸۷ متر بالاتر از سطح دریا واقع شده است.